# Simiiformes
Cet article concerne les informations zoologiques. Pour les aspects culturels et historiques liés aux singes en dehors des humains, voir Singes.
Singes, Simiens
Infra-ordre
Micro-ordres de rang inférieur
- Catarrhini (singes de l'Ancien monde)
- Platyrrhini (singes du Nouveau monde)

Les singes, très rarement appelés Simiformes (Simiiformes), constituent un infra-ordre de primates. Ils admettent pour groupe frère les tarsiers (Tarsiformes), dont ils se différencient par l'occlusion arrière des orbites oculaires, et forment avec eux le sous-ordre des Haplorrhiniens. Les singes ont par ailleurs la face souvent glabre, et sont dotés d'un encéphale un peu plus développé que les tarsiers et les Strepsirrhiniens, sous-ordre frères des Haplorrhiniens.
Les singes se divisent en deux grands groupes en fonction de leur aire de répartition, singes de l'Ancien Monde (Asie, Afrique) et du Nouveau Monde (Amériques), mais caractérisés aussi par des différences anatomiques et génétiques acquises il y a environ quarante millions d'années (fin de l'Éocène). Les premiers comprennent la super-famille des hominoïdes, également connus sous le nom de « grands singes », à laquelle appartient l'espèce humaine.
Les plus anciens singes fossiles connus, datés d'environ quarante-cinq millions d’années, ont été trouvés en Asie orientale (Birmanie, Thaïlande, Chine). Les singes n'ont gagné l'Afrique qu'il y a environ quarante millions d'années.

## Taxonomie
Le nom de ce taxon a été introduit en 1866 par Ernst Haeckel. Simiiformes est formé à partir d'une racine latine et peut se traduire par « à forme de singe ».
Le terme synonyme et concurrent Anthropoidea avait été proposé par St. George Jackson Mivart en 1864, à une époque où la comparaison des humains avec les singes africains n'était pas couramment admise. Il était bâti à partir de la racine en grec ancien Anthropos, qui désigne l'être humain. Contrairement à ce que son suffixe -oidea laisserait penser, ce groupe est un infra-ordre et non une super-famille, comme habituellement. Aussi cette dénomination est parfois confondue avec celle d'une des super-familles qui le composent, celle des Hominoidea, du fait que le nom de cette super-famille est formé cette fois-ci à partir de la racine latine qui désigne l'Homme, et non pas la racine grecque. Bien qu'étant le plus ancien des deux termes et que les règles de taxonomie auraient dû en faire le taxon généralement utilisé, certains auteurs comme Hoffstetter (1982) ou McKenna et Bell (1997) l'ont jugé ambigu et lui ont préféré Simiiformes.
Les noms des deux sous-groupes, deux micro-ordres qui composent le groupe, à savoir les Platyrhiniens et les Catarhiniens, ont été bâtis sur l'apparence du nez de ces primates.

## Anatomie
Un des caractères dérivés propres à l'infra-ordre des Simiiformes est l'arrière de l'orbite oculaire fermé.

## Classification
Liste des familles actuelles de singes selon HMW (2013) :
- micro-ordre Catarrhini :
  - super-famille Cercopithecoidea Gray, 1821 :	
    - Cercopithecidae Gray, 1821

  - super-famille Hominoidea Gray, 1825 :	
    - Hylobatidae Gray, 1825
    - Hominidae Gray, 1825
- micro-ordre Platyrrhini :	
  - Pitheciidae Mivart, 1865
  - Atelidae Gray, 1825
  - Aotidae Elliot, 1913
  - Cebidae Savage, 1951 (?)
  - Callitrichidae Gray, 1821 (?)

## Phylogénie

### Au sein de l'ordre
Phylogénie des infra-ordres actuels de primates, d'après Perelman et al. (2011) :
|  | Simiiformes (singes)    |
|  |                         |
|  | Tarsiiformes (tarsiers) |
|  |                         |

|  | Lorisiformes (loris, galagos…)                                                          |
|  |                                                                                         |
|  | \| \| Chiromyiformes (l'aye-aye) \| \| \| \| \| \| Lemuriformes (lémuriens) \| \| \| \| |
|  |                                                                                         |
|  | Chiromyiformes (l'aye-aye)                                                              |
|  |                                                                                         |
|  | Lemuriformes (lémuriens)                                                                |
|  |                                                                                         |

|  | Chiromyiformes (l'aye-aye) |
|  |                            |
|  | Lemuriformes (lémuriens)   |
|  |                            |

|  | Simiiformes (singes)    |
|  |                         |
|  | Tarsiiformes (tarsiers) |
|  |                         |

|  | Lorisiformes (loris, galagos…)                                                          |
|  |                                                                                         |
|  | \| \| Chiromyiformes (l'aye-aye) \| \| \| \| \| \| Lemuriformes (lémuriens) \| \| \| \| |
|  |                                                                                         |
|  | Chiromyiformes (l'aye-aye)                                                              |
|  |                                                                                         |
|  | Lemuriformes (lémuriens)                                                                |
|  |                                                                                         |

|  | Chiromyiformes (l'aye-aye) |
|  |                            |
|  | Lemuriformes (lémuriens)   |
|  |                            |

### Dans l'infra-ordre
Les plus anciens singes connus, les éosimiidés, sont datés d’au moins 45 millions d’années et ont été trouvés en Chine et en Asie du Sud-Est. Ils appartiennent à d'anciennes familles aujourd'hui éteintes. « L'origine et l'évolution de l'homme ne peuvent plus être considérées comme exclusivement africaines [...] Cela signifie que nos lointains ancêtres sont arrivés en Afrique il y a au moins 39 millions d'années, très probablement d'Asie », selon le professeur Jaeger. On trouve des singes en Afrique à partir d'environ 40 millions d’années. Ils auraient peut-être utilisé des radeaux flottants, issus de l’embouchure d’un possible très grand fleuve d’Asie occidentale, pour accéder aux côtes arabo-africaines, alors séparées de l'Asie par des bras de mer. Peu de temps après, durant l'Éocène supérieur, les singes auraient atteint les Amériques, peut-être en passant par l'Antarctique, alors libre de glaces et au climat tempéré. Ces singes américains forment les Platyrrhiniens, ou singes du Nouveau Monde, tandis que les singes restés en Afrique forment les Catarrhiniens, ou singes de l'Ancien Monde.
Phylogénie des familles de singes, d'après Perelman et al. (2011) et Springer et al. (2012) :
| Cercopithecoidea | Cercopithecidae (Babouin, Macaque, Colobe…)                                                                   |
|                  | Cercopithecidae (Babouin, Macaque, Colobe…)                                                                   |
| Hominoidea       | \| \| Hylobatidae (Gibbon) \| \| \| \| \| \| Hominidae (Orang-outan, Gorille, Chimpanzé et Homme) \| \| \| \| |
|                  | \| \| Hylobatidae (Gibbon) \| \| \| \| \| \| Hominidae (Orang-outan, Gorille, Chimpanzé et Homme) \| \| \| \| |
|                  | Hylobatidae (Gibbon)                                                                                          |
|                  | |
|                  | Hominidae (Orang-outan, Gorille, Chimpanzé et Homme)                                                          |
|                  | |

|  | Hylobatidae (Gibbon)                                 |
|  |                                                      |
|  | Hominidae (Orang-outan, Gorille, Chimpanzé et Homme) |
|  |                                                      |

|  | Cebidae (Sapajou, Singes-écureuil, Ouistiti, Tamarin…)                                                  |
|  | |
|  | \| \| Pitheciidae (Saki, Ouakari, Titi…) \| \| \| \| \| \| Atelidae (Atèle, Singe-hurleur…) \| \| \| \| |
|  | |
|  | Pitheciidae (Saki, Ouakari, Titi…)                                                                      |
|  | |
|  | Atelidae (Atèle, Singe-hurleur…)                                                                        |
|  | |

|  | Pitheciidae (Saki, Ouakari, Titi…) |
|  |                                    |
|  | Atelidae (Atèle, Singe-hurleur…)   |
|  |                                    |

| Cercopithecoidea | Cercopithecidae (Babouin, Macaque, Colobe…)                                                                   |
|                  | Cercopithecidae (Babouin, Macaque, Colobe…)                                                                   |
| Hominoidea       | \| \| Hylobatidae (Gibbon) \| \| \| \| \| \| Hominidae (Orang-outan, Gorille, Chimpanzé et Homme) \| \| \| \| |
|                  | \| \| Hylobatidae (Gibbon) \| \| \| \| \| \| Hominidae (Orang-outan, Gorille, Chimpanzé et Homme) \| \| \| \| |
|                  | Hylobatidae (Gibbon)                                                                                          |
|                  | |
|                  | Hominidae (Orang-outan, Gorille, Chimpanzé et Homme)                                                          |
|                  | |

|  | Hylobatidae (Gibbon)                                 |
|  |                                                      |
|  | Hominidae (Orang-outan, Gorille, Chimpanzé et Homme) |
|  |                                                      |

|  | Cebidae (Sapajou, Singes-écureuil, Ouistiti, Tamarin…)                                                  |
|  | |
|  | \| \| Pitheciidae (Saki, Ouakari, Titi…) \| \| \| \| \| \| Atelidae (Atèle, Singe-hurleur…) \| \| \| \| |
|  | |
|  | Pitheciidae (Saki, Ouakari, Titi…)                                                                      |
|  | |
|  | Atelidae (Atèle, Singe-hurleur…)                                                                        |
|  | |

|  | Pitheciidae (Saki, Ouakari, Titi…) |
|  |                                    |
|  | Atelidae (Atèle, Singe-hurleur…)   |
|  |                                    |

## Menaces et conservation
La plupart des populations de singes non-humains sont en forte régression ou ont déjà disparu d'une grande partie de leur aire de répartition naturelle. Les causes de cette régression sont notamment :
- la déforestation et la destruction de leurs habitats ;
- la fragmentation des forêts par les routes forestières et les pistes notamment, qui rendent les zones-refuges de plus en plus accessibles ;
- les coupes rases et/ou « sélectives »[11] ;
- la chasse (viande de brousse) et le braconnage organisé notamment, mais aussi de subsistance dans les zones en difficulté ;
- certains conflits (guerre, guerre civile, factions autonomistes), sources de flux de réfugiés et d'augmentation de la pression de braconnage.

## Caractéristiques biologiques clés
Dans une section de leur évaluation de 2010 de l'évolution des anthropoïdes (simiens) intitulée « Qu'est-ce qu'un anthropoïde », Williams, Kay et Kirk ont établi une liste de caractéristiques biologiques communes à tous ou à la plupart des anthropoïdes, y compris des similitudes génétiques, des similitudes dans l'emplacement des yeux et des muscles proches des yeux, des similitudes internes entre les oreilles, des similitudes dentaires et des similitudes dans la structure osseuse du pied. Les premiers Anthropoïdes étaient de petits primates au régime alimentaire varié, dotés d'yeux orientés vers l'avant, d'une vision des couleurs aiguisée adaptée à une vie diurne, et d'un cerveau davantage consacré à la vue qu'à l'odorat. Les simiens vivant dans le Nouveau Monde et dans l'Ancien Monde ont des cerveaux plus grands que les autres primates, mais ils ont développé ces cerveaux plus grands de manière indépendante.
Les simiens ont généralement un cerveau particulièrement grand, des mandibules fusionnées, une vision binoculaire et en couleurs, et les femelles ont un seul utérus fusionné.  Ils ont également moins de dents et sont plus dimorphes sexuellement en termes de taille corporelle et d'anatomie.
Les traits qui distinguent les simiens du Nouveau Monde de ceux de l'Ancien Monde sont les narines et leur denture. Les simiens du Nouveau Monde ont un nez large avec des narines orientées vers l'avant et trois prémolaires dans chaque quadrant de la bouche, tandis que les simiens de l'Ancien Monde ont un nez plus étroit avec des narines orientées vers le bas et un septum étroit et n'ont que deux prémolaires.[réf. nécessaire]